# David Vurdelja
David Vurdelja, u javnosti poznatiji pod nadimkom Baby Dooks (Zagreb, 15. svibnja 1974.), hrvatski je hip-hop pjevač, glumac, glazbeni producent, komentator na utakmicama hokejaša Medveščaka i član i osnivač sastava Bolesna braća.

## Biografija

### Karijera
Sredinom 1990-ih godina je, s prijateljem Perom Radojčićem, zvanim Bizzo, osnovao hip-hop sastav Bolesna braća. Željeli su regionalnoj publici predstaviti novu vrstu glazbe koja se krenula razvijati u Sjedinjenim Američkim Državama, i tako putem hip-hop glazbe prikazati nedostatke, mane i nepravdu na koju obični ljudi svakodnevno nailaze. Kako David kaže, u početku su bili klinci i željeli su donijeti nešto novo na glazbenoj sceni. Nadimke su si davali sami, a David govori da ga pod nadimkom Baby Dooks, i nakon 20 godina, danas svi zovu i prepoznaju. U početku im se sastav zvao Sick Rhyme Sayazz, što u doslovnom prijevodu znači “Oni koji govore bolesne rime". Taj naziv su napustili 2000. godine i krenuli producirati i nastupati pod nazivom Bolesna braća, i time postaju pioniri hip-hop glazbe u Hrvatskoj. Bolesna braća su s hip-hop sastavom Tram 11 dio popularne zagrebačke “Stojedinice”, tzv “Blackout crew” i kao takvi su debitirali na hip-hop na “Blackout Project: Project Impossible” s pjesmom “One-O-One”, za koju je kasnije snimljen spot u režiji Tomislava Fiketa. Godine 1997. album je objavljen pod emisijom Blackout Rap Show. Vurdelja i Radojčić su surađivali s brojnim hrvatskim zvijezdama, u kratkom vremenu su postali traženi hip-hop dvojac zbog talenta i mogućnosti da svojim znanjem o rep glazbi pridonesu stvaranju novih pjesama. Također su se pojavili na albumu Nereda i Stoke Spremni za rat, gdje je Baby Dooks kao gost i producent surađivao u pjesmama “Zeleno, zeleno” i “Porno”. Surađivali su i s grupom Tram 11 na njihovom prvom albumu Čovječe ne ljuti se na singlu Malu na stranu i poznatom hitu Lagana Tema (Znate Kak’ Se Furamo). David Vurdelja je surađivao i s poznatom grupom Divas na njihovom istoimenom albumu. Radio je s njima kao producent, a za pjesmu “Euforija” dao je svoj glas. Početkom srpnja 2000. godine Bolesna braća objavili su svoj prvi studijski album Lovci na šubare. Album je objavljen u Menart Recordsu. Na albumu su surađivali i drugi hip-hop izvođači, tako je u pjesmi Čarobna frula vokal dao General Woo & Gospodin Zelenko, a General Woo i Phat Phillie dali su vokale u pjesmi U must know (About ZG). U pjesmi Ozbiljna s njima surađuje hrvatski reper Target. Pjesma govori kako nas je sve već pomalo dostigao sudnji dan. Za pjesmu Mamuti glas je dao Nered. Na albumu se također nalaze pjesme poput Lovci na šubare pjesma prema kojoj je album dobio ime, zatim Al Dente, Dame biraju, Čiča miča, singl, koji je odmah po objavljivanju postao veliki hit i često su ga koristili u eteru. Za tu pjesmu je snimljen spot, u režiji Gorana Kulenovića. druge. Baby Dooks (Skit), Lovačke priče, što je ujedno i njihov drugi singl, koji je nedugo nakon objavljivanja postao ljetni hit. Zatim pjesma Nuklearna, Počasna loža, Blowin’ Up Your Sector i druge. Kako sam David kaže, dok su se drugi reperi odlučili okomiti i uhvatiti u koštac s nepravdom i stalnom nestabilnom političkom situacijom, oni su težili da duhovitim rimama izvuku bolji pogled na svijet, što ujedno nije značio njihov prekid s političkom i društvenom situacijom u državi i svijetu. Drugi studijski album objavili su 2003. godine, pod nazivom Radio Fanfara. Na njemu su se našle pjesme poput Egotrip, Radio Fanfara, Oprosti mi brate, Bijeli miš, Patriša, Fanfara, gdje su surađivali s Ivanom Husar i druge pjesme. Treći studijski album objavili su nakon sedmogodišnje diskografske stanke, 2010. godine, pod nazivom Veliki umovi 21. stoljeća. Na njemu se nalaze pjesme poput Bombon, Polikita, gdje su surađivali s Edom Maajkom, zatim Mali dečko, gdje su surađivali s Dinom Dvornikom, Papak, Operi se!, Dobrodošli u grad i druge pjesme. Godine 2016. sudjelovao je u Celebrity MasterChefu gdje je došao do finalnog tjedna kada je ispao iz natjecanja. Godine 2017. Vurdelja je pored bogate glazbene karijere ostvario veliku popularnost nastupajući u popularnoj televizijskoj emisiji Tvoje lice zvuči poznato, gdje se nemali broj puta prerušio u ženu i tako izazvao oduševljenje publike i žirija.

### Najveća postignuća
Njihov prvi album Lovci na šubare u samo mjesec dana od izdavanja prodan je u više od 2.000 primjeraka. Reakcije kritike i publike, na glazbu koju su stvarali i prezentirali, su od samoga početka bile pozitivne i
ohrabrujuće za nastavak rada. Ujedno, pjesma s njihovog prvog albuma Počasna loža, uvrštena je u kompilaciju Speaking in tongues, a da je pjesma pronašla svoj put i izvan hrvatskih granica svjedoči i američko-britanski film Ljubav prije svega, gdje je ta pjesma uvrštena. Godine 2001. Bolesna braća, u kategoriji Najbolji album hip-hop glazbe dobili su Porina za svoj prvi album.

### Obrazovanje i osobni život
Rođen je 15. svibnja 1974. godine u Zagrebu. Još kao teenager bio je fasciniran hip-hop glazbom i načinom na koji američki reperi sklapaju rime koje opominju na propuste u političkom, ali i društvenom životu. Nakon dugogodišnje veze s djevojkom Lidijom, dobili su sina Maksa 2008. godine. Par se razišao i danas su ostali u dobrim odnosima. Vurdelja je otkrio da je za potrebe snimanja emisije Tvoje lice zvuči poznato satima vježbao strane jezike poput romskog, korejskog i španjolskog jezika, koje je morao koristiti u pjesmama, a maskiranje u ženu mu nije bilo strano i mrsko, iako mu je sin otkrio da mu je draže kada glumi muškarca na sceni. Otkada je postao otac David je promijenio stil života, jer, kako kaže, želi biti uzor svome sinu. Od svega što je uspio promijeniti na bolje, slabost na dobru hranu mu je ostala jedini porok. David Vurdelja, većini poznatiji pod nadimkom Baby Dooks, je poznat kao hrvatski hip-hop pjevač, glumac, glazbeni producent i spiker na utakmicama hokejaša Medveščaka. Kako sam Vurdelja kaže, otkad je dobio nadimak, svoje ime čuje jedino kada ga majka zove. Prije dolaska na javnu scenu, radio je kao bolničar u Hitnoj ambulanti u bolnici Jordanovac u Zagrebu. Član je najpoznatijeg hrvatskog hip-hop sastava Bolesna braća. Nakon završene osnovne škole upisuje Srednju medicinsku školu u Zagrebu.

## Filmografija

### Televizijske uloge
- "24 Sata: 24 pitanja" kao David Vurdelja (2019.)
- "Tvoje lice zvuči poznato" kao David Vurdelja (2014.)
- "Extra! Magazin" kao David Vurdelja (2014.)
- "Studio 45" kao David Vurdelja (2011.)
- "Nadreality Show" kao David Vurdelja (2007.)

### Filmske uloge
- "Stani na put" kao David Vurdelja (2015.)
- "Hip hop priča iz hrvatske" kao David Vurdelja (2008.)

### Sinkronizacija
- "Asterix: Tajna čarobnog napitka" kao Obelix (2018.)
- "Asterix: Grad Bogova" kao Obelix (2015.)
- "Khumba" kao Saki (2013.)
- "Sammy 2: Morska avantura" kao Marko (2012.)
- "Inspektor Martin i banda puževa" kao Opaki Stanko (2012.)
- "Gnomeo i Julija" kao Terrafirminator V.O. (2011.)
- "Svemirska avantura" kao slon (2010.)
- "Sammy na putu oko svijeta" kao pečat i policajac (2010.)
- "Charlotteina mreža" kao Brooks (2007.)
- "Ples malog pingvina" kao Lovelace (2006.)
- "Princ od Egipta" kao Hotep (2006.)